# りおし
りおし（11月26日 - ）は、日本の漫画家、イラストレーター。男性。愛知県一宮市出身。

## 人物
元々は大学生になるまで絵を描いたことがなかったが、大学において漫画研究会に入部した際、先輩に無理やり描かされたことから絵を描き始めた。
『まんがタイムきららMAX』2010年8月号において、「お姉様はワタシが好き」という読み切り作品が掲載された後、同誌の2011年1月号から2012年1月号まで「忍パラサイト」を連載した。「忍パラサイト」連載終了後は、2012年1月から4月まで、電撃オンラインにてルートダブルの4コマ漫画を隔週連載していた。
また、同人サークル「RRR」の代表として同人活動を行っており、「忍パラサイト」連載中も変わらず同人活動を継続していた。近年は主に東方Projectや艦隊これくしょんの二次創作を中心に活動をしている。なお、「忍パラサイト」の単行本にストーリー協力として名前が挙げられている座敷ウサギ（座敷）は、同人サークル「RRR」のもう一人のメンバーである。
ペンネームは本名が由来となっており、中学生の頃に一部の友人から「りおし」と呼ばれていたことから、それをペンネームとした 。
好きな作家は、氷川へきるとくろがねぎん。かつてはハムスターを2匹飼っており、『忍パラサイト』単行本等の作者近影に登場している。現在はデグーを飼っている。

## 作風
商業作品、同人作品共に、ギャグ漫画を描いている。絵柄は登場人物が丸みを帯びた可愛らしいタッチであることが特徴であり、頭身の低いデフォルメ絵が多く登場する。

## 作品リスト

### 連載漫画
- 忍パラサイト（『まんがタイムきららMAX』連載、2011年1月号 - 2012年1月号）
- ルートダブル4コマ漫画（「電撃オンライン」連載、2012年1月 - 4月、隔週全6回）

### 読み切り漫画
- お姉様はワタシが好き（『まんがタイムきららMAX』2010年8月号掲載）

### アンソロジー
- けいおん!アンソロジーコミック4 (出版元：芳文社、2011年)
- 4コマ公式アンソロジー ソードアート・オンライン③（出版元：アスキー・メディアワークス、2013年）
- 艦隊これくしょん -艦これ-アンソロジーコミック 横須賀鎮守府編(4)（出版元：エンターブレイン、2014年）
- のんのんびより 4コマアンソロジーコミック（出版元：KADOKAWA/メディアファクトリー、2015年）

### イラスト
- アニメ「ご注文はうさぎですか??」日替わり応援イラスト（2015年12月19日）[3]